# Nilaparvata seminula
Nilaparvata seminula är en insektsart som beskrevs av Melichar 1914. Nilaparvata seminula ingår i släktet Nilaparvata och familjen sporrstritar. Inga underarter finns listade i Catalogue of Life.